# Yurakaré
Yurakaré är ett oklassificerat språk som talas i Bolivia av 2680 personer (2000). Språket är utrotningshotat. Yurakaré är agglutinerande och polysynteiskt.
Den äldsta skriftliga källan om yurakaré är från 1893.
Morris Swadesh ansåg att yurakaré tillhör en språkfamilj omfattande språk som quechua, itonama, mosetén och cayuvava. Dock betraktas det allmänt som ett isolatspråk.

## Fonologi
Yurakaré har följande konsonanter:
|           | Labial | Alveolar | Palatala | Velar | Glottal |
| --------- | ------ | -------- | -------- | ----- | ------- |
| Klusil    | p b    | t d      | t͡ʃ ɟ     | k     | (ʔ)     |
| Frikativa |        | s ɹ̝      | ʃ        |       | h       |
| Nasal     | m      | n        | ɲ        |       |         |
| Lateral   |        | l        |          |       |         |
| Halvvokal | w      |          | j        |       |         |

Uttalet av k varierar något; vissa talare uttalar det nästan som ett uvulart q. Det är inte nödvändigt att uttala ʔ, även om det förekommer i noggrant uttal.
I lånord från (den lokala bolivianska varianten av) spanska anpassas vissa ljud till yurakaré: f blir p, r blir ɹ̝, som i spanskans profesor, som på yurakaré är poɹ̝opesor; ʎ blir l, i ett fall li; samt g blir k.
Yurakaré har vokalerna i, ɨ, u, e, o, æ, a. æ är ett ljud som skiljer yurakaré från omgivande språk. Dess fonetiska status framgår genom att jämföra det med de närmaste ljuden, a och e; tæjle (jag vet det), tajle (vi vet det), samt tæhtæ (fot), tehte (mormor/farmor). a har allofonet ɑ.
Trots att a och o förekommer i yurakaré ändras de ofta i spanska lånord. Detta kan bero på att lånorden kommit via quechua.

## Ortografi
Olika forskare har använt olika ortografier för yurakaré. Tabellen nedan visar IPA-symbolen, följt av dess stavning i tre ortografier.
|                                        | p | t | t͡ʃ | k    | b | d | ɟ  | s | ʃ   | h | m | n | ɲ | l | ɹ̝ | w    | j   | i | ɨ | u | e | o | æ   | a |
| -------------------------------------- | - | - | -- | ---- | - | - | -- | - | --- | - | - | - | - | - | - | ---- | --- | - | - | - | - | - | --- | - |
| La Cueva (1893), Lassinger (1915)      | p | t | ch | c    | b | d | y  | s | s/z | j | m | n | ñ | l | r | v/u  | y/i | i | u | u | e | o | e/a | a |
| Day (1980, 1991), Ribera et al. (1991) | p | t | ch | c/qu | b | d | dy | s | sh  | j | m | n | ñ | l | r | hu/u | y/i | i | ü | u | e | o | ë   | a |
| Förslag av van Gijn                    | p | t | ch | k    | b | d | dy | s | sh  | j | m | n | ñ | l | r | w    | y   | i | ü | u | e | o | ë   | a |

En officiell ortografi för yurakaré bestämdes i ett möte i Santa Cruz de la Sierra 25-26 juli 2007.